# تشارلز ك. دونكان
تشارلز ك. دونكان (بالإنجليزية: Charles K. Duncan)‏ هو ضابط أمريكي، ولد في 7 ديسمبر 1911 في نيشلسفيل في الولايات المتحدة، وتوفي في 27 يونيو 1994 في لاهويا في الولايات المتحدة بسبب سرطان.

## وصلات خارجية
- تشارلز ك. دونكان على موقع مونزينجر (الألمانية)